# トレント大学 (イタリア)
トレント大学（英語: Trent University）は、トレント自治県、トレントに本部を置くイタリアの公立大学。1962年創立、1962年大学設置。

## 歴史
1962年に設立された。イタリアの公立大学としては比較的新しい。徐々に学部が新設されて現在では16000人の学生を擁する。

## キャンパス
キャンパスはロヴェレート、トレントに所在する。

## 学部
- 土木工学
- 機械工学
- 経済学
- 経営学
- 法学
- 人間学
- 社会学

他

## ギャラリー

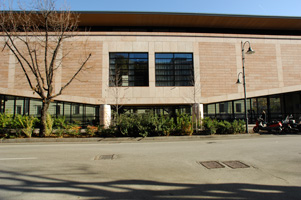
法学部
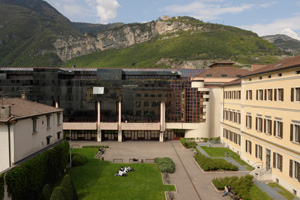
経済学部
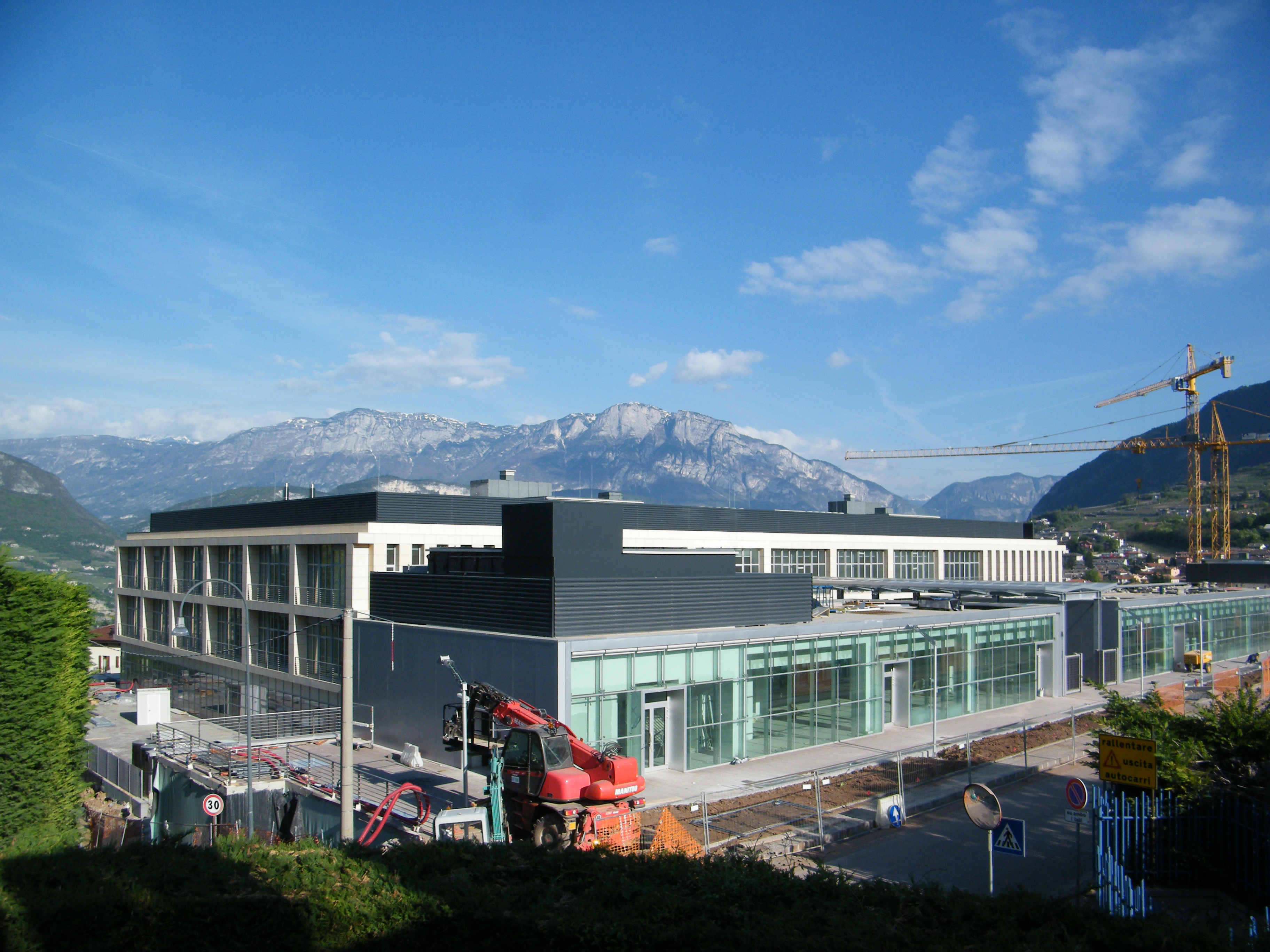
理学部
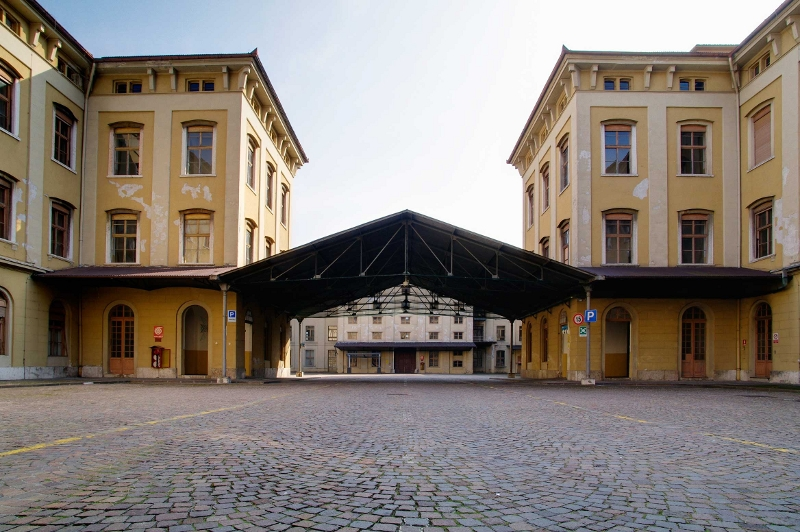
CoSBI